# Americorchestia barbarae
Americorchestia barbarae is een vlokreeftensoort uit de familie van de Talitridae. De wetenschappelijke naam van de soort is voor het eerst geldig gepubliceerd in 1991 door Bousfield.